# Nymanomyces aceris-laurini
Nymanomyces aceris-laurini är en svampart som beskrevs av Henn. 1899. Nymanomyces aceris-laurini ingår i släktet Nymanomyces och familjen Rhytismataceae.   Inga underarter finns listade i Catalogue of Life.